# Rébénacq
Rébénacq település Franciaországban, Pyrénées-Atlantiques megyében. Lakosainak száma 643 fő (2022. január 1.). Rébénacq Bosdarros, Bescat, Buzy, Gan és Sévignacq-Meyracq községekkel határos.

## Népesség
A település népessége az elmúlt években az alábbi módon változott:
| Lakosok száma | 683  | 678  | 696  | 682  | 672  | 663  | 653  | 647  | 643  |
|               | 2013 | 2015 | 2016 | 2017 | 2018 | 2019 | 2020 | 2021 | 2022 |